# Greenall-Gletscher
Der Greenall-Gletscher ist ein kleiner Gletscher im ostantarktischen Mac-Robertson-Land. An der Nordflanke der McIntyre Bluffs im Mawson Escarpment fließt er in westlicher Richtung und mündet in den Lambertgletscher.
Luftaufnahmen, die 1956, 1960 und 1973 im Rahmen der Australian National Antarctic Research Expeditions (ANARE) entstanden, dienten seiner Kartierung. Das Antarctic Names Committee of Australia benannte ihn nach Geodäten Andrew P. Greenall, der an den ANARE-Kampagne des Jahres 1972 zur Erkundung der Prince Charles Mountains teilgenommen hatte.